# Isqueiro
O isqueiro (anteriormente chamado de lâmpada de Döbereiner) é um dispositivo portátil usado para gerar fogo, patenteado em 1823 pelo químico alemão Johann Wolfgang Döbereiner, baseado na pederneira.

## História
Os primeiros isqueiros foram pistolas de pederneira convertidas que usavam pólvora. Um dos primeiros isqueiros foi inventado pelo químico alemão Johann Wolfgang Döbereiner em 1823 e muitas vezes chamado de lâmpada de Döbereiner, que trabalhava passando um gás hidrogênio inflamável, produzido por uma reação química dentro do dispositivo, sobre um catalisador de metal de platina que, por sua vez, fazia com que ele incendiasse e emitisse uma grande quantidade de calor e luz.
O patenteamento do ferrocério (pederneira) por Carl Auer von Welsbach em 1903 tornou possível os isqueiros modernos. Quando arranhada, produz uma grande faísca, responsável por acender o combustível de muitos isqueiros, e é adequadamente barata para uso em itens descartáveis.
Usando a Pederneira de Carl Auer von Welsbach, empresas como Ronson conseguiram desenvolver isqueiros práticos e fáceis de usar. Em 1910, Ronson lançou o primeiro "Pist-O-Lit" e, em 1913, a empresa desenvolveu seu primeiro isqueiro, chamado "Wonderlite", que era um estilo de isqueiro.

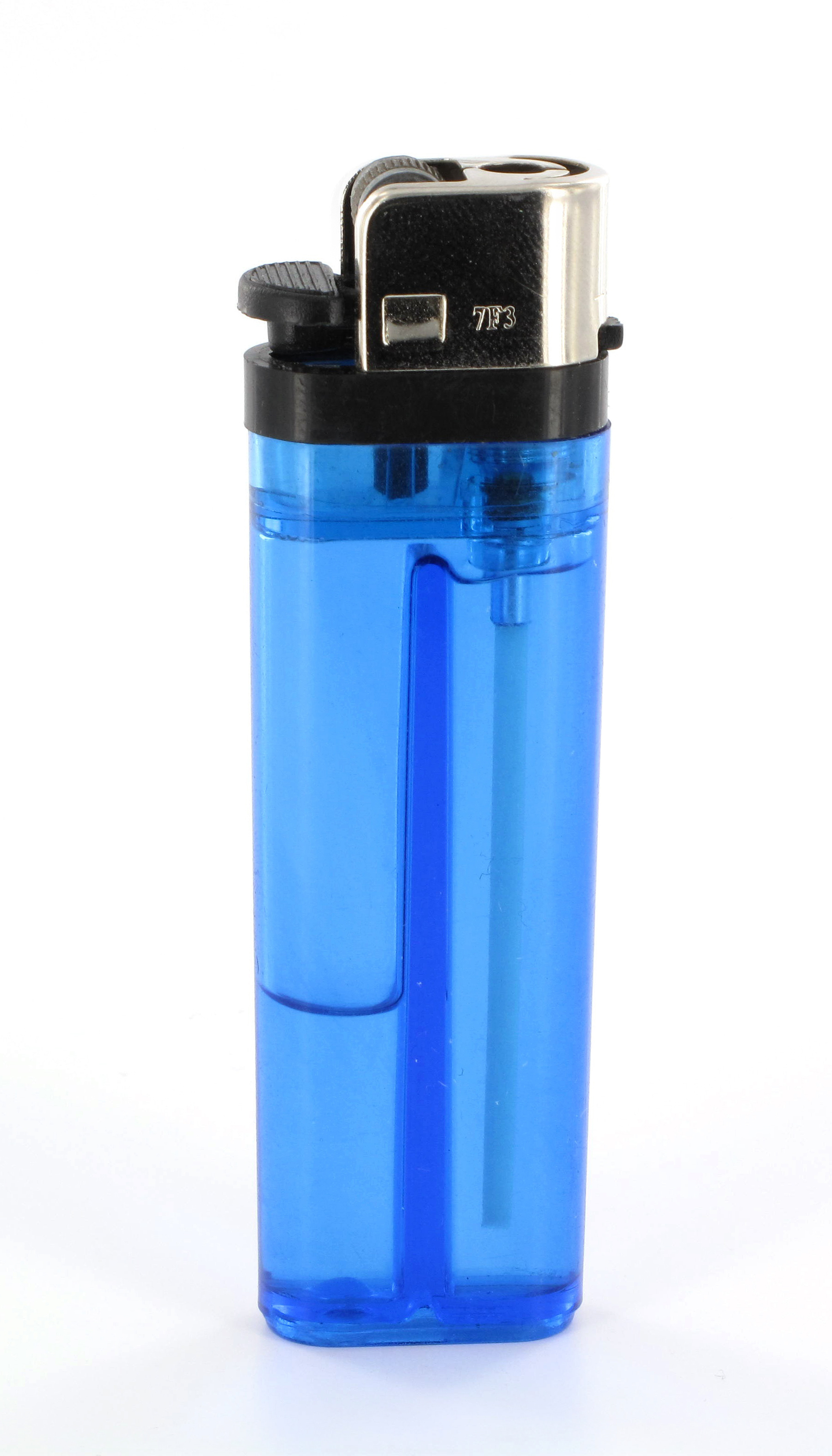
Um isqueiro de corpo transparente, tornando possível visualizar o gás liquefeito em seu interior.

Durante a Primeira Guerra Mundial, os soldados começaram a criar isqueiros de estojos de cartucho vazios. Durante esse período, um dos soldados encontrou um meio de inserir uma chaminé com furos para torná-la mais à prova de vento. Dois isqueiros Zippo, um aberto e outro fechado
O isqueiro e a empresa Zippo foram inventados e fundada por George Grant Blaisdell em 1932. O Zippo era conhecido por sua confiabilidade, "garantia vitalícia" e marketing como "à prova de vento". A maioria dos primeiros Zippos usava nafta como fonte de combustível.
Na década de 1950, houve uma mudança no combustível de escolha de nafta para butano, pois o butano permite uma chama controlável e tem menos odor. Isso também levou ao uso de faíscas piezoelétricas, que substituíram a necessidade de uma roda de pederneira em alguns isqueiros e foram usadas em muitos isqueiros Ronson.
Nos tempos modernos, a maioria dos isqueiros do mundo é produzida na França, Estados Unidos, China e Tailândia.

## Funcionamento

Esquema de um Isqueiro (em inglês)

Os isqueiros anteriores queimavam principalmente "fluido de isqueiro", nafta, saturando um pavio de pano e uma embalagem de fibra para absorver o fluido e evitar que ele vazasse. O pavio é coberto por uma tampa fechada para evitar que o líquido volátil evapore, que é aberto para operar o isqueiro e extingue a chama quando fechado após o uso.
Os isqueiros posteriores usam gás butano liquefeito como combustível, com um orifício valvulado que permite que o gás escape a uma taxa controlada quando o isqueiro é usado.
Os isqueiros mais antigos eram geralmente acesos por uma faísca criada ao bater o metal contra uma pederneira de isqueiro. Mais tarde, a ignição piezoelétrica foi introduzida; Um cristal piezoelétrico é comprimido ao pressionar um botão, gerando uma faísca elétrica. Nos isqueiros de nafta, o líquido é suficientemente volátil e o vapor inflamável está presente assim que a parte superior do isqueiro é aberta. Os isqueiros de butano combinam a ação de impacto com a abertura da válvula para liberar gás. A faísca inflama o gás inflamável, fazendo com que uma chama saia do isqueiro que continua até que a parte superior seja fechada (tipo nafta) ou a válvula seja liberada (tipo butano).
Um invólucro de metal com orifícios de ar, projetado para permitir a mistura de combustível e ar, tornando o isqueiro menos sensível ao vento, geralmente envolve a chama. O jato de gás nos isqueiros de butano mistura ar e gás usando o princípio de Bernoulli, exigindo orifícios de ar muito menores e mais distantes da chama.
Os isqueiros de butano "à prova de vento" especializados são fabricados para condições exigentes, como bordo, alta altitude e climas úmidos. Alguns modelos dedicados funcionam como cortadores de corda sintética. Esses isqueiros costumam ser muito mais quentes do que os isqueiros normais (aqueles que usam uma "chama suave") e podem queimar mais de 1 100 ° C (2 010 ° F). As capacidades à prova de vento não são alcançadas com combustível de alta pressão; Os isqueiros à prova de vento usam o mesmo combustível (butano) que os isqueiros padrão, portanto, desenvolvem a mesma pressão de vapor. Em vez disso, os isqueiros à prova de vento misturam o combustível com o ar e passam a mistura butano-ar por uma bobina catalítica. Uma faísca elétrica inicia a chama inicial e logo a bobina está quente o suficiente para fazer com que a mistura ar-combustível queime em contato.

## Em Portugal
Licença para porte de isqueiros, durante o regime de António de Oliveira Salazar (1932–1968), as pessoas precisavam de uma licença para o porte e uso de isqueiros; um pequeno papel oficial emitido pelo governo que custava 10 escudos e deveria ser transportado pelo dono do isqueiro. Em caso de falta da licença, o portador do isqueiro era multado em 250 escudos. Se este fosse funcionário do governo ou militar, a multa poderia ser elevada para 500 Escudos.
O dinheiro recolhido das multas, tal como da venda de licenças, era repassado à Fosforeira Nacional. Sendo que, no caso das multas, 30% eram destinado ao autuante. Essa porcentagem poderia ser dividida com o delator, caso haja.
Em 1937, essas diretrizes foram instituídas pelo decreto 28:219, emitido em novembro deste ano, sendo abolidas somente em maio de 1970, pelo decreto-lei 237/70.

## Isqueiro descartável
Em 1961, a empresa francesa Feudor lançou o primeiro isqueiro descartável do mundo, comercializado sob a marca Cricket. Este isqueiro inovador, fabricado em plástico, oferecia uma alternativa prática aos isqueiros recarregáveis tradicionais. Seu design simples e preço acessível rapidamente conquistaram os consumidores.
Em 1970, a Gillette, uma empresa do grupo P&G, adquiriu uma parte significativa da Feudor, o que permitiu à marca Cricket expandir-se internacionalmente. Hoje, a Cricket é reconhecida como o primeiro isqueiro descartável do mundo e continua sendo um importante player no mercado.